# Metacantharis
Metacantharis är ett släkte av skalbaggar som beskrevs av Bourgeois 1886. Metacantharis ingår i familjen flugbaggar.
Släktet innehåller bara arten Metacantharis clypeata.